# Буда (Козенца)
Буда (итал. Buda) је насеље у Италији у округу Козенца, региону Калабрија.
Према процени из 2011. у насељу је живело 67 становника. Насеље се налази на надморској висини од 375 м.